# Balliang
Balliang (233 habitants) est un hameau situé à 71 km à l'ouest de Melbourne, au Victoria, en Australie.

## Référence
- Statistiques sur Balliang